# NGC 6847
NGC 6847 је расејано звездано јато у сазвежђу Лабуд које се налази на NGC листи објеката дубоког неба.
Деклинација објекта је + 30° 12' 46" а ректасцензија 19h 56m 37,7s. Привидна величина (магнитуда) објекта NGC 6847 износи 14,2. NGC 6847 је још познат и под ознакама LBN 151, Sh2-97.